# Pasiphaea natalensis
Pasiphaea natalensis is een garnalensoort uit de familie van de Pasiphaeidae. De wetenschappelijke naam van de soort is voor het eerst geldig gepubliceerd in 1982 door Burukovsky & Romensky.